# 内田裕久
内田 裕久（うちだ ひろひさ、1949年11月25日 - ）は、日本の材料科学者。水素吸蔵合金をはじめとした水素エネルギーに関する研究や超磁性材料の研究において、多くの学術業績を有する。ドイツ材料学会（DGM）名誉会員、国際水素エネルギー協会（International Association for Hydrogen Energy: IAHE）フェロー・理事・副会長として、国内外で材料科学分野や水素エネルギー普及、水素社会実現に向けた活動で活躍している。2018年3月、ドイツ連邦共和国バーデン・ヴェルテンベルグ州日本代表に任命され、日独間の経済、産業、科学技術の交流に活躍している。
学校法人東海大学研究推進部長、未来科学技術共同研究センター所長、工学部長、第二工学部長、情報デザイン工学部長、副学長、国際教育センター所長、理事、評議員を歴任。学内組織変更に伴い工学部応用物理学科、エネルギー工学科、原子力工学科教授を務め、2018年3月末に退職。工学部では講義「現代文明論」、「エネルギー文明論」、「電磁気学」、「エネルギー材料物理学」、国際教育センターでは「エコテクノロジー」、大学院工学研究科では研究指導のほか、講義「応用材料学特論」、「エネルギー材料学特論」、「エネルギー材料物理学特論」などを開講した。講義、講演では、多様な人間環境を意識した科学技術、科学技術と人間の調和を強調している。
東海大学では活発な産学官連携活動を展開し、国内大学トップの実績を築き、UNESCO国際産学官連携委員会日本代表を務め、UNESCOから産学官連携マニュアルを副編集長として発行している（2002年）。2011年3月から2013年3月まで神奈川県黒岩祐治知事参与を務めた。
2013年6月から株式会社ケイエスピー（KSP：かながわサイエンスパーク）代表取締役社長を務め、インキュベーション、投資事業、産学官連携、ベンチャー支援、ベンチャー人材育成事業に従事。2014年からは文部科学省・JST「大学発新産業創出拠点事業（START）プロジェクト事業プロモーターを務めた。グローバル人材育成でも著名。2014年から2018年にかけてアジアサイエンスパーク協会（ASPA）理事、会長を務め、2018年10月より名誉会長に就任。
これまでの業績に基づき、2019年1月、東海大学より特別栄誉教授の称号が授与された。

## 人物・来歴
東京都生まれ。東海大学工学部応用物理学科卒業。同大学大学院金工学研究科修士課程金属材料工学専攻修了、シュトゥットガルト大学化学科金属学専攻博士課程修了。学位はシュトゥットガルト大学Doktor rerum naturalium （理学博士）。
父はトランジスタで有名な電子技術者の内田秀男。母、内田久子は、秋葉原ラジオセンター内でラジオ、短波無線機、電子部品などを扱う「内田ラジオアマチュアショールーム」を経営していたが、2014年3月末で閉店。NHKテレビ番組「小さな旅―電気の街に集う東京秋葉原」（2006年4月22日放送）、「ブラタモリ第6回―秋葉原」（2009年11月18日放送）や、テレビ朝日テレビ番組「ちい散歩―秋葉原」（2006年8月21日放送）などでも紹介。プロやアマチュアが集まる店として知られていた。「秋葉原、内田ラジオでございます」を執筆し、廣済堂から出版（2012年）されている。

### 略歴
1975年-1981年、ドイツ、マックス・プランク金属材料研究所研究員。1981年-2018年、学校法人東海大学勤務。工学部応用物理学科、エネルギー工学科、原子力工学科所属。この間、研究推進部長（産学官連携部署）、未来科学技術共同研究センター所長、工学部長・第二工学部長・情報デザイン工学部長、副学長、国際教育センター所長、学校法人理事・評議員を歴任。現在、工学部原子力工学科非常勤講師、東海大学特別栄誉教授。
この間、（財）神奈川科学技術アカデミー（KAST）「内田超磁性材プロジェクト」リーダー、パリ第11大学（オルセー）招聘教授、UNESO国際産学官連携委員会日本代表、ポーランド科学アカデミー物理化学研究所国際評価委員、南アフリカ政府水素燃料電池プロジェクト（HySA）アドバイザー、（公財）松前国際友好財団（MIF）理事長、（公財）本田財団業務執行理事、神奈川県知事参与など兼任。

### 現職
（株）ケイエスピー代表取締役社長

### 専門
水素貯蔵材料、水素・再生可能エネルギー、希土類系機能性材料、超高真空・薄膜工学、気体（プラズマ）－固体表面反応、イオンビームによる表面改質、産学官(公)連携・技術移転、グローバル人材育成、エネルギー政策など。

### 主な研究・業務履歴
- 希土類－水素系、遷移系金属―水素系、水素吸蔵合金―水素系の熱力学的、反応速度論的研究、超高真空下における清浄金属表面と気体（水素、酸素、水）の定量的反応特性の研究

（マックス・プランク金属研究所、東海大学）
- 水素エネルギーの農水産業への利用（経産省、愛媛県西条市クールアースプロジェクト）
- 水素による再生可能エネルギーの貯蔵・利用（東海大学・環境省）
- 水素吸蔵合金特性評価方法（JIS）標準化（通産省）
- 超強力磁石・超磁歪材薄膜創製プロジェクト（神奈川科学技術アカデミー）
- 高地トレーニングによるメタボ解消・健康法（東海大学スポーツ医科学研究所)
- 世界初大学参加ル・マン24時間耐久レース参加プロジェクトリーダー（東海大学）
- 大学初エアラインパイロット養成コースプロジェクト（ANA、文科省、国土交通省、米国ノースダコタ大学、東海大学）
- 投資事業有限責任組合しょうなん産学連携ファンド立ち上げ・運営（東海大学・NIF-SMBCベンチャーズ株式会社・湘南信用金庫）
- 原子力アジア人財プロジェクトリーダー（文科省・経産省）
- 東海大学ワークライフバランス（WLB）プロジェクトリーダー（内閣府）
- 産学官（公）連携支援、研究開発プロジェクト・ベンチャー企業支援評価など。
- 文科省大学発ベンチャー育成支援「スタート事業」プロモータリーダー（KSP）

### 研究業績
- 米国ゴードンリサーチコンファレンス（GRC）招待講演2回（1989年水素貯蔵合金特性評価標準化/1997年金属表面上の水素反応機構）
- ニッケル水素電池実証報道「充電できる新電池」1988年6月21日日本工業新聞1面/「高性能新電池東海大学開発」日経産業新聞1988年7月8日
- 材料系：247報/科学技術・文明論文45報。著書：「金属と水素」（内田老鶴圃）他20件。翻訳：「金属、セラミクス、プラスチックエッチング技術」（G. Petzow著：日刊工業新聞社）1件。国際会議：240件（うち招待講演：80件）/ 国内学会発表：600件以上。

### 受賞等
- 文部大臣賞（1992年　ソーラーカー実用化）
- 日本希土類学会賞（1997年　希土類系機能性材料研究業績）
- 98ワールドソーラーカーラリー未来賞（1998年　大型ニッケル水素電池搭載実績）
- 国際水素エネルギー協会（IAHE）賞（1998年　水素―金属系研究業績）
- 愛媛県西条市自治功労表彰（2004年　水素エネルギーの農業への導入）
- 国際連合工業開発機関（UNIDO）賞2回（2005年/2007年・水素エネルギー利用開発研究功績）
- IAHEフェロー称号（2014年　水素エネルギー研究・普及功績）
- ドイツ材料学会（DGM）名誉会員（2015年　金属材料分野における研究活動功績）

研究成果・研究活動報道・インタビュー・TVコメンテーター等：62件
特許（含出願・登録）：15件

### 現在の代表的社会活動
- 学術誌Journal of Alloys and Compounds（JALCOM-Elsevier）名誉編集者
- International Journal of Hydrogen Energy（IJHE-Elsevier）編集理事
- サウジアラビア王国、王立アブドラアジス大学（KAU）国際アドバイザリーボードメンバー
- 国際水素エネルギー協会（IAHE）フェロー・副会長・理事
- アジアサイエンスパーク（ASPA）常任理事・名誉会長
- 日本水素エネルギー協会（HESS）評議員
- 日本希土類学会理事
- SAS（Society of Advanced Science：湘南産学公連携協会）会長
- 日本経済新聞社科学技術部 コラムニスト　日経産業新聞テクノサロンなど
- ドイツ・バーデン・ヴﾕルテンベルグ（BW）州友好会 理事
- ドイツ・バーデン・ヴェルテンベルグ州日本代表
- （国研）新エネルギー・産業技術総合開発機構（NEDO）　技術委員
- （独法）科学技術振興機構（JST）研究成果展開事業研究成果最適展開支援プログラム（A-STEP）研究アドバイザー・評価委員
- （NPO法人）ベンチャー支援機構MINERVA　理事
- （公財）本田財団　業務執行理事
- （公社）未踏科学技術協会理事
- （公財）川崎市産業振興財団新産業政策研究所　客員研究員
- 川崎商工会議所川崎ものづくりブランド推進協議会　委員
- 神奈川県政策局総合計画審議会　委員
- 神奈川県政策局総合計画審議会評価部会　委員
- 神奈川県科学技術会議研究推進委員会　委員
- 神奈川県かながわ次世代エネルギー推進協議会　委員
- 神奈川県かながわスマートエネルギー検討委員会　委員

## 活動
国際活動は活発で、公益財団法人松前国際友好財団（Matsumae International Foundation: MIF）理事長として、世界各国から若手研究者を日本全国の大学・研究機関に招聘してきた。東海大学創立者である松前重義博士は、ドイツのアレキサンダー・フォン・フンボルト財団の活動に強い感銘を受け、1979年に松前国際友好財団を創立した。松前国際友好財団は、国家エゴイズムの相克を乗り越え、人種、性別、宗教、思想を問わず、国際的な人材交流を通して、食糧、医療、エネルギー、資源、人口増加といったグローバルな問題解決に、また国際平和の実現に寄与すべきであるという松前重義博士の理念・目的を財団の行動規範として掲げ、これまでに118カ国から797名の若手外国人研究者を日本全国の大学、研究機関に招聘している（2017年）。2015年1月には松前国際友好財団創立35周年記念シンポジウム「学術および科学・技術研究者の国際的人材育成と国際交流による世界平和を願って」を霞が関ビルにて開催した。
希土類系化合物、超強力磁石、薄膜化超磁歪材、水素吸蔵合金、超高真空下における気体と金属の反応機構、太陽エネルギーの水素吸蔵合金による貯蔵などに関する研究活動は活発である。学術論文、著書、翻訳等、発表数は300報以上、新聞コラム・インタビュー記事など約200報、240件の国際会議発表のうち80件は招待講演・基調講演が占める。材料科学分野における学術活動は国際的にも高く評価されており、ドイツ材料学会(DGM)名誉会員、学術誌Journal of Alloys and Compounds（Elsevier）名誉編集者に指名されている。特に水素吸蔵合金の研究では世界的にも著名で、国際水素エネルギー協会 （IAHE）フェロー・理事・副会長、水素エネルギー協会（HESS）評議員を務める。愛媛県西条市に水素エネルギーシステムを導入し、産業排熱と水素吸蔵合金を利用した水素冷凍技術を利用した冷水製造システムを農業、水産業に適用できることを実証した。西条市では水素冷凍技術を利用した「水素いちご栽培」、「幻の魚サツキマスの陸上養殖」を実現した。水素吸蔵合金を利用した「水素いちご栽培」の実現により、暑い時期でもいちご栽培が可能になった。水素イチゴ栽培、陸上養殖は、従来の冷水製造維持管理技術に比べ、80%以上の省エネ効果を実現している。2010年、ドイツ、エッセン市で開催された世界水素エネルギー会議 世界水素エネルギー会議（WHEC2010）では日本のエネルギー政策と水素エネルギーの利用と現状に関する基調講演を行った（H. Uchida, Plenary Talk “Policy and action Program in Japan - Hydrogen Technology as Eco Technology”, Proceedings of the 18th World Hydrogen Energy Conference 2010 – WHEC2010, Schriften des Forschungszentrum Juelich, Germany, Volume78, ISBN 978-3-89336-658-3, pp.105 – 115. ）。
水素吸蔵合金のニッケル水素蓄電池への実用的、すなわち少なくとも1000回以上の充放電を初めて公開し、1988年6月21日付け日本工業新聞1面で報道されている。これをきっかけに、ニッケル水素蓄電池の商品化が加速され、トヨタ・プリウス、アクア、ホンダ・インサイト等のハイブリッド自動車をはじめ、エネループ、エボルタなどの畜電池の商品化に貢献している。
国内では、「水素革命」を掲げた神奈川県黒岩祐治知事の参与として水素利用技術の社会への普及啓蒙に尽力してきた。エネルギー分野における水素の位置づけを明確にして、水素利用技術のより大きな展開に寄与してきた。独マックス・プランク金属研究所での研究者生活（1975年-1981年）を終えて、母校東海大学に勤務し始めた1980年代には、東海大学湘南校舎にて太陽光エネルギーで水を電気分解し、発生した水素ガスを水素吸蔵合金に貯蔵するシステムを10年以上連続運転し、再生可能エネルギーから水素を発生させて、太陽光エネルギーや変動分を水素として貯蔵する研究を大学院生らと行った。しかし、当時の日本の学界は、太陽光エネルギーという変動する再生可能エネルギーを水素として貯蔵するという意味をほとんど理解せず、この研究成果の発表に対しては批判ばかりを繰り返した。湘南校舎の実験施設の見学に来たのは、米国テキサスとハワイにあった研究所だけであった。研究成果を主として海外の学術誌や国際会議に発表してきた理由には、偏狭で、セクショナリズムが強い日本の学界を避けていた背景がある。
最近では、那須電機鉄工株式会社とナノ構造化FeTi水素胸像合金の大量生産化に成功し、合金価格は従来の1/3程度となり、環境省プロジェクトとして再生可能エネルギーの貯蔵、出力制御などの研究をリーダーとして推進している。水素社会において、低圧で安全に、長期間水素を大量に貯蔵できる技術として注目されている。
(財) 神奈川科学技術アカデミー（KAST）「内田超磁性材プロジェクト」（1990年-1994年）では超磁歪材薄膜、超強力窒化磁石材料の研究開発を研究プロジェクトリーダーとして推進した。サマリウム鉄窒化磁石Sm2Fe17N3、薄膜化超磁歪材料に集中した研究を行った。Sm2Fe17-N系状態図の作成、窒素原子のサマリウム鉄合金中への拡散挙動を世界で初めて明らかにしている。また希土類系超磁歪薄膜にアルゴン原子が侵入することで、内部応力が増加し、磁歪効果が大幅に増大する効果も世界ではじめて見出した。研究成果は、ナイトロマグネティクス国際会議（International Conference on Nitromagnetics 94, Hawaii, 1994）及び超磁歪材料国際会議（International Conference on Giant Magnetostrictive Materials, Hawaii, 1996）を主催開催し、Journal of Alloys and Compounds, Volume 222, 1995,　ICN94 Complete, Elsevier, ISSN 0925-8388), またJournal of Alloys and Compounds, Volume 258-1, 1997, ICGMM96 Complete, Elsevier, ISSN 0925-8388）として報告している。
人間環境の多様性と科学技術の調和を考慮したエコテクノロジーの考え方に関する講演も多い。世界にはモザイクをちりばめたように多様な文化、価値観がある。人はそれぞれ異なる家庭、地域、伝統、宗教、文化、国家、政治、経済、法律、人権といった多様な人間環境の中で生まれ、育ち、生活している。環境とは単に水や空気のことを指すのではない。環境とは人間環境として捉えるべきだと主張する。グローバル化社会では、多様な人間環境を明確に意識し、認識すべきである。これまで科学技術は主人公である人間を無視し、客観性、普遍性、一般性、合理性だけを追求してきた。しかし、科学技術も多様な人間環境を意識したパラダイムへと変わるべきであり、人間環境 （Human Environment）を意識した（Conscious）科学技術（Technology） 、即ちEco Technology（エコテクノロジー）という概念がこれからの科学技術の基本的な考え方になるべきであると主張する。物質、エネルギー、情報に加え、生命という要素が加わった科学技術パラダイムでは、これまで当然であった合理的、普遍的な科学的判断基準は、感情や感性をもった人間の多様な価値観とぶつかり合う結果となっている。科学技術と人間との関係に関する講演内容は、異文化圏の国々でも高い評価を得ている。この考え方は、政府が推進するSociety5.0、そして公益財団法人本田財団の活動方針とも一致し、同財団役員として活動に貢献している。今後、コンピュータを駆使したニューラルネットワークが指数関数的に発展し、ビッグデータを利用したディープラーニングが加速的に進み、専門家や多くの労働者が職を失う予想もある。ロボット技術の発展とともに、人間の判断や行動を制御し始めるという予想をする研究者もいる。このような時代には、人間の精神、哲学、文化、伝統により形作られる個人の概念形成が極めて重要になってくる。
2011年3月11日に起きた東日本大震災と東京電力福島第一原発事故を受けて、「エコテクノロジー」、「人間の安全保障から見た科学技術」、「3.11後の日本のエネルギー政策」について、この8年間に日本国内はじめ、サウジアラビア、タイ、中国、デンマーク、ドイツ、マレーシア、ノルウェー、スイス、韓国など海外で15件以上の招待講演を行っている。原発事故に関する個人的見解としては、日経産業新聞「テクノオンライン」コラム記事「急務の電源多様化」「社会が受け入れる技術」「困惑する原子力教育現場」の中で、「地震、津波、火山噴火など、自然災害を受けやすい日本が原発を持つリスクは、あまりにも大きく、社会技術としては認められないレベルであると考える。災害時にもメルトダウンを起こさない、放射性物質を空間に放出しない原発システムを実現しなければならない。使用済み核燃料を無害処分する技術を早急に実現しなければならない。」と述べている。また、「原子力工学は発電だけではない。医療、産業、農業分野では広く放射線が利用されている。また宇宙開発を進めるうえで、放射線技術は極めて重要な分野である。その意味で原子力工学は重要な科学技術分野であると考えている。」とも述べている。本田宗一郎が存命中、内田は本田に水素エネルギーの講話を行う機会があった。そのとき、本田は「技術は人に幸せや夢を与えるべきものであって、人の生命、生活を脅かすものであってはならない」と話された。この言葉はまさに科学技術と人間の調和を訴える言葉であると内田はいつも述べている。
2013年6月には、ドイツ、フランクフルトで開催された国際会議Transition to Renewable Energyで招待講演Japan’s energy Policy after the 3.11 Natural and Nuclear Disasters - From the Viewpoint of the R&D of Renewable Energy and Its Current State（ISBN 978-3-527-67390-2）を行い、科学技術と人間の安全保障について述べている。
2011年8月から2013年3月まで神奈川県参与として黒岩祐治知事のアドバイザーを務め、現在も神奈川県の政策策定、活動に協力している。神奈川県湘南地域ではSAS（Society of Advanced Science：＜通称＞湘南産学公連携協会）会長として神奈川県、市町村、商工会議所、異業種交流会、中小企業等との連携協力を推進している。2013年6月からは、株式会社ケイエスピー（KSP）代表取締役社長として、新産業育成、ベンチャー育成事業に従事し、国際的な交流の場としてKSPのグローバルプラットフォーム化を推進し、海外の政府、サイエンスパーク、研究機関との交流を促進している。2014年にはアジアサイエンスパーク協会（ASPA）会長に指名され、サウジアラビア、トルコから東南アジアに至る各国のサイエンスパークと連携した活動を模索している。
川崎市溝の口にある、かながわサイエンスパークの運営を中核的に行っている株式会社ケイエスピーは長洲一二元神奈川県知事の「頭脳センター構想」をベースに、神奈川県、川崎市、日本政策投資銀行、民間企業などが出資して、1986年に設立された第三セクター機関である。現在、約120社（ベンチャー50社、一般企業70社）、約4,000人が活躍している。経営は順調で、毎年、利益を出資機関に配当している。「無限の可能性」という言葉は、東海大学創立者松前重義も好んで使った言葉である。現在KSPは無限の可能性を信じて、人がもつ多様な知恵と価値観を未来の繁栄に向けて生かすために、グローバル活動を展開している。
2018年3月に独バーデン・ヴェルテンベルグ州日本代表に任命され、神奈川県とすでに30年の交流関係がある同州と、さらにいろいろな分野での交流を図る活動を展開中である。

## 著書

### 共著
- 『水素と金属－次世代への材料学』内田老鶴圃 1998年 ISBN 475365608X
- 『知的財産戦略教本』R&D2プランニング 2004年
- 『未来型アクチュエータ材料・デバイス』CMC出版 2006年 ISBN 4882315866

### 訳書
- ギュンター・ペツォー著『組織学とエッチングマニュアル』日刊工業新聞社 1997年 ISBN 4526040479